# Dajjal
Dayyāl, Dachal (الدّجّال en árabe) o Deggial es una figura  del Islam relacionada con el fin de los días, análoga al anticristo, desde los siglos VIII y IX de nuestra era. Esta información está explícitamente recogida en los diversos libros de tradiciones y relatos (Hadices) de la vida del profeta Mahoma, siendo los más famosos Al Bujari y Al Muslim.
En un principio se trata de un falso mesías, capaz de realizar milagros, cuya aparición preanunciaba los últimos días. Más tarde, al igual que el anticristo, evoluciona a una naturaleza más abominable (estéril, acompañado de un monstruo peludo, incapaz de acceder a Medina o a La Meca), un ojo destacable sobre otro (las versiones más comunes lo representan como con un parche en un ojo, un ojo siempre cerrado, tener los ojos de distinto color, un ojo bizco, etc), una conducta más ominosa y temible. Por ejemplo, aparece en una leyenda encadenado en un monasterio junto al mar y predice su próxima liberación siete meses (o siete años, depende la versión) después de la toma de Constantinopla.
Algunos asumen que procede del Este y que es judío. En el combate final el Dachal será asistido por un ejército de setenta mil judíos de Isfahán. Se lo representa montado en el asno Abtar, tan grande como él mismo. Tiene grabadas en la frente las letras K-F-R (de kafir, "infiel").
Según la tradición chiita, después de un reinado de cuarenta días, el Dachal es muerto por el Mahdí, asistido por Jesús; para el sunismo es el mismo Jesús quien lo liquida de un lanzazo en el pecho. Cabe destacar que dichas descripciones se basan en supuestos sueños que tuvo el profeta Mahoma.

## Nombre
Dayyal es una palabra común en árabe (دجال) con el significado de falso o mentiroso o impostor Al-Masih ad-Dayyal, con el artículo determinado al-(el), se refiere a el falso Mesías, un final específico de veces engañador.

## El Dachal según el hadiz
De acuerdo con el hadiz, Mahoma enseñó que profetizó que el Masih ad-Dayyal sería el último de una serie de treinta engañadores Dachal o (falsos profetas). Estos son los puntos principales revelados por el profeta Mahoma acerca del Dachal: 

Desde Adán hasta la resurrección de los muertos, no hay cuestión más importante que el Dajjal (Anticristo)
N º 1812

La Discusión Nº204 informa que Muhammad habló bastante sobre el Dachal:

El Profeta alabó a Dios, luego mencionó el Cristo Charlatán (el Anticristo) y habló bastante sobre él. Él dijo (entre otras): ...Aparecerá de entre ustedes y (entonces) lo que está desconocido con su respecto, no se desconocerá.

Mahoma llama aquí la atención al hecho de que la identidad del Dachal sigue oscura hasta su aparición.

## Señales de su venida
El hadiz habla de que el profeta Mahoma habló de que hay muchas señales de la aparición del Dachal, y exhortó a sus seguidores a recitar los primeros y últimos diez versículos de la sura Al-Kahf, como la protección de los ensayos y las travesuras de la Dachal.
Los siguientes signos son atribuidos a Ali en la venida del Dachal:
- La gente va a dejar de ofrecer oraciones.
- La falta de honradez será el camino de la vida.
- La mentira se convertirá en una virtud.
- La gente va a hipotecar su fe por las ganancias terrenales.
- La usura y el soborno se convertirá en legítima.
- Los imbéciles gobernarán sobre los sabios.
- La sangre de inocentes se derramará.
- El orgullo se tomará en los actos de opresión.
- Los gobernantes serán corruptos.
- Los expertos serán hipócritas.
- No habrá hambre aguda en el momento.
- No habrá vergüenza entre las personas.
- Mucha gente adorará a Satanás.
- No habrá respeto por las personas de edad avanzada.

## Escatología
El Dachal aparecerá en algún lugar entre Irán e Irak y viajará por el mundo entero predicando su falsedad, pero no será capaz de entrar en La Meca o Medina. Isa (Jesús) regresará y el Dachal reunirá un ejército de aquellos a quienes ha engañado y guiarlos en una guerra en contra de Jesús, que irá acompañado de un ejército de los justos.

### Diferentes puntos de vista

#### Creencias sunitas
Los musulmanes sunitas creen que Isa (el nombre de Jesús en árabe), descenderá en el monte Afeeq, en el minarete blanco oriental de Damasco. Él descenderá de los cielos con las manos descansando sobre los hombros de dos ángeles. Sus mejillas serán planas y su pelo lacio. Cuando baje la cabeza, parecerá que el agua esté fluyendo de su pelo, cuando levante la cabeza, aparecerá como si su cabello estuviera moldeado con perlas plateadas. Él descenderá durante el Fajr (oración de la mañana) y el líder de los musulmanes se dirigirá a él; Profeta O 'de Dios, dirigir la oración.
Isa se reducirá con las palabras: La virtud de esta nación que sigue el Islam es que conducen uno al otro. Dando a entender que rezará detrás del Imam como la palabra de Dios se completó después de la revelación del Corán y Mahoma es el último profeta de Dios. Después de la oración, Isa se preparará para la batalla, y tomarán en las manos una espada. Un ejército debe regresar de una campaña lanzada antes de la llegada de Isa. Isa se establece en la búsqueda de Dachal. Todos aquellos que abrazaron la maldad de Dachal se pierda, aun cuando el aliento de Isa les toca. El aliento de Isaías se le preceden en la medida que el ojo puede ver. Dachal será capturado en Lod. Dachal comenzará a derretirse, como la sal se disuelve en agua. La lanza de Isa se hunden en el pecho de Dachal , poniendo fin a su reinado temido. Los seguidores de Dachal serán arrancados de raíz, ya que incluso los árboles y las rocas hablan en contra de ellos. Isa romperá la cruz y matará el cerdo (el animal). A continuación, todas las batallas cesarán y el mundo sabrá que es una era de paz. La regla de Isa será igual y todos se reunirán con él para entrar en los pliegues de la única religión verdadera, el islam.

#### Creencias chiitas
Los chiitas creen que el Dachal será asesinado por Muhammad al-Mahdi.